# 235
| 235                |
| ------------------ |
| Dødsfald - Fødsler |
|                    |

| Gregoriansk kalender | 235 CCXXXV              |
| Ab urbe condita      | 988                     |
| Armensk kalender     | I/T                     |
| Kinesiske kalender   | 2931 – 2932 甲寅 – 乙卯 |
| Etiopisk kalender    | 227 – 228               |
| Jødisk kalender      | 3995 – 3996             |
| Hindukalendere       |                         |
| - Vikram Samvat      | 290 – 291               |
| - Shaka Samvat       | 157 – 158               |
| - Kali Yuga          | 3336 – 3337             |
| Iransk kalender      | 387 BP – 386 BP         |
| Islamisk kalender    | 399 BH – 398 BH         |

Se også 235 (tal)

## Dødsfald
- Severus Alexander, romersk kejser.